# Glossocarya
Glossocarya, biljni rod iz porodice usnača smješten u tribus Rotheceae, dio potporodice Ajugoideae. Sastoji se od 10 vrsta raširenih od tropske Azije do jugozapadnog Pacifika  

## Opis
Lijane i grmovi. Tipična je Glossocarya mollis, lijana iz Indokine, Malajskog poluotoka i Nove Gvineje.

## Vrste
1. Glossocarya calcicola Domin
2. Glossocarya coriacea Munir
3. Glossocarya crenata H.R.Fletcher
4. Glossocarya hemiderma (F.Muell. ex Benth.) Benth. ex B.D.Jacks.
5. Glossocarya longiflora H.R.Fletcher
6. Glossocarya mollis Wall. ex Griff.
7. Glossocarya premnoides Ridl.
8. Glossocarya puberula Moldenke
9. Glossocarya scandens (L.f.) Trimen
10. Glossocarya siamensis Craib